# Панче Хаджиздравев
Пантелей (Панче, Панчо) Хаджиздравев или Здравев (изписване до 1945 година: Панче хаджи Здравевъ) е български просветен деец от Македония.

## Биография
Панче Хаджиздравев е роден в град Прилеп, тогава в Османската империя в семейството на хаджи Здраве Хаджиилиев. В 1897 година завършва с дванадесетия випуск Солунската българска мъжка гимназия. Завършва Физико-математическия факултет на Лиежкия университет. Преподава математика в българската мъжка гимназия в Солун, както и в българската класическа гимназия в Битоля. В 1905 – 1906 година преподава в Сярското българско педагогическо училище.
През Първата световна война е председател на окръжна постоянна комисия.
При освобождението на Вардарска Македония през 1941 година е активен участник в българската обществена дейност в града. Включва се в дейността на българското читалище „Надежда“ и е негов съосновател.
През септември 1944 година, след като титовите партизани овладяват властта във Вардарска Македония, племенникът му Александър Хаджиздравев е застрелян на улицата и Панчо Хаджиздравев, разочарован от похода срещу българщината, се самообесва с думите „По-добре ужасен край, отколкото ужаси без край!“ 